# All'arrembaggio/Tutti all'arrembaggio
All'arrembaggio/Tutti all'arrembaggio è un singolo di Cristina D'Avena e Giorgio Vanni. Questo è anche il primo singolo di un loro duetto.

## Il singolo
Il singolo fa parte di una collana chiamata SigleAnimate, distribuita da Pan Distribuzione, le cui tracce audio sono i master originali dell'epoca, di proprietà di RTI S.p.A., mentre la realizzazione dei 45 giri è a cura di Artist First. Limitato a cinquecento copie, questo è il primo disco della collana appena citata, anche se non è stato reso noto il piano editoriale delle uscite successive.
A differenza degli altri 45 giri della D'Avena, la copertina di questo singolo non presenta immagini ma soltanto titoli e scritte.

## Le canzoni
All'arrembaggio è una canzone scritta da Alessandra Valeri Manera su musica di Max Longhi e Giorgio Vanni, ed è la versione solista della prima sigla di testa dell'anime One Piece: la versione originale della sigla, attualmente inedita, venne incisa in duetto dai due cantanti, ma solo nel taglio televisivo e successivamente pubblicata la versione cantata solo da Cristina D'Avena. Un'ulteriore versione della sigla, questa volta ricantata per intero da Giorgio Vanni, è stata pubblicata nel 2010.
Nel 2017 viene incisa una nuova versione sia per arrangiamento sia per interpretazione dalla stessa D'Avena in duetto con Alessio Bernabei.
Tutti all'arrembaggio è la seconda sigla italiana dell'anime già citato, scritta dallo stesso trio della sigla precedente. A differenza di All'arrembaggio la canzone è stata incisa e pubblicata per intero su CD, cantata in duetto dai due cantanti. Inoltre, in occasione dell'uscita del suo greatest hits, nel 2014 viene pubblicata una nuova versione su base originale, interpretata solamente da Giorgio Vanni.
La base musicale ricorda la canzone La mossa del giaguaro di Er Piotta.

## Tracce
- LP: PANGAG 001

Lato A
Testi di Alessandra Valeri Manera, musiche di Giorgio Vanni e Max Longhi; edizioni musicali RTI Music.
1. All'arrembaggio – 3:08

Lato B
Testi di Alessandra Valeri Manera, musiche di Giorgio Vanni e Max Longhi; edizioni musicali RTI Music.
1. Tutti all'arrembaggio – 2:50

## Formazione e produzione dei brani

### All'arrembaggio
- Max Longhi – arrangiamento, tastiera, programmazione
- Giorgio Vanni – chitarra, cori aggiuntivi
- Stefano Pecorelli[2] – chitarra
- I Piccoli Cantori di Milano – cori
- Laura Marcora – direzione cori
- Nadia Biondini, Simona Scuto, Marco Gallo – cori aggiuntivi

### Tutti all'arrembaggio
- Max Longhi – arrangiamento, tastiera, programmazione,
- Giorgio Vanni – voce, chitarra, cori aggiuntivi
- Stefano Pecorelli – chitarra[senza fonte]
- i Piccoli Cantori di Milano – cori
- Laura Marcora – direzione cori
- Nadia Biondini, Patrizia Saitta, Moreno Ferrara, Marco Gallo – cori aggiuntivi

## Pubblicazioni all'interno di album e raccolte
All'arrembaggio, Tutti all'arrembaggio e le loro diverse versioni sono state pubblicate su alcuni album e raccolte dei cantanti
| Anno | Album                                                                           | Titolo                | Versione                                                            |
| ---- | ------------------------------------------------------------------------------- | --------------------- | ------------------------------------------------------------------- |
| 2001 | –                                                                               | All'arrembaggio       | Versione in duetto incisa nel taglio televisivo                     |
| 2001 | Fivelandia 19                                                                   | All'arrembaggio       | Versione solista pubblicata su disco                                |
| 2001 | Cartuno                                                                         | All'arrembaggio       | Versione remix della versione solista di Cristina D'Avena           |
| 2002 | Greatest Hits                                                                   | All'arrembaggio       | Versione solista pubblicata su disco                                |
| 2002 | Greatest Hits - Vol. 2                                                          | All'arrembaggio       | Versione solista pubblicata su disco                                |
| 2002 | Fivelandia 20                                                                   | Tutti all'arrembaggio | Versione originale                                                  |
| 2002 | Cartuno - Parte 2                                                               | All'arrembaggio       | Versione remix della versione solista di Cristina D'Avena           |
| 2003 | Cartuno - Parte 3                                                               | Tutti all'arrembaggio | Versione remix                                                      |
| 2004 | Cartoon Story                                                                   | All'arrembaggio       | Versione solista pubblicata su disco                                |
| 2008 | Cartoon Music Mania                                                             | All'arrembaggio       | Versione remix integrale della versione solista di Cristina D'Avena |
| 2009 | Cristina for You                                                                | All'arrembaggio       | Versione solista pubblicata su disco                                |
| 2010 | Cristina for You                                                                | All'arrembaggio       | Versione solista pubblicata su disco                                |
| 2010 | Giorgio Vanni Project - I cartoni di Italia1                                    | All'arrembaggio       | Versione solista ricantata da Giorgio Vanni                         |
| 2011 | Cartoonlandia Story 2000-2010                                                   | All'arrembaggio       | Versione solista pubblicata su disco                                |
| 2011 | Il meglio di Cristina D'Avena                                                   | All'arrembaggio       | Versione solista pubblicata su disco                                |
| 2011 | Balla e canta con Nonna Pina                                                    | All'arrembaggio       | Versione remix della versione solista di Cristina D'Avena           |
| 2012 | Il valzer del moscerino presenta: Cartuno Remix                                 | Tutti all'arrembaggio | Versione remix                                                      |
| 2012 | 30 e poi... - Parte prima                                                       | All'arrembaggio       | Versione solista pubblicata su disco                                |
| 2014 | Super Hits - Il meglio del meglio del meglio                                    | Tutti all'arrembaggio | Versione solista ricantata da Giorgio Vanni                         |
| 2015 | Cristina D'Avena                                                                | All'arrembaggio       | Versione solista pubblicata su disco                                |
| 2016 | #le sigle più belle                                                             | All'arrembaggio       | Versione solista pubblicata su disco                                |
| 2017 | I grandi classici - Le sigle storiche dei cartoni di Canale 5, Italia 1, Rete 4 | All'arrembaggio       | Versione solista pubblicata su disco                                |
| 2017 | Duets - Tutti cantano Cristina                                                  | All'arrembaggio       | Versione 2017 in duetto con Alessio Bernabei                        |
| 2018 | #le sigle più belle                                                             | All'arrembaggio       | Versione solista pubblicata su disco                                |